# Ferndale (Newfoundland en Labrador)
Ferndale is een buurt (neighbourhood) in de gemeente Placentia in de Canadese provincie Newfoundland en Labrador. De plaats bevindt zich in het zuidoosten van het eiland Newfoundland.

## Geschiedenis
In 1950 kreeg het dorp Jerseyside een gemeentebestuur. De plaats Ferndale werd ook bij deze gemeente gerekend.
In 1994 werd de gemeente Jerseyside opgeheven en smolt de plaats met verschillende andere dorpen uit de omgeving samen tot de nieuwe fusiegemeente Placentia.

## Geografie
Ferndale ligt in het westen van Avalon, het zuidoostelijke schiereiland van Newfoundland. De plaats is gelegen aan de oever van de Northeast Arm, een smalle, onrechtstreekse zeearm van de Placentia Bay. Ferndale grenst in het zuidwesten aan Jerseyside en in het noordoosten aan het ook tot Placentia behorende Dunville.
Het is een lintdorp langs Ferndale Road, wat in essentie een langs de kust lopende doorsteek van provinciale route 100 is.